# تارو کاگاوا
تارو کاگاوا (به انگلیسی: Taro Kagawa) بازیکن فوتبال اهل ژاپن و عضو تیم ملی فوتبال ژاپن است که در تاریخ ۰۷ مارس ۱۹۵۱ میلادی اولین بازی ملی‌اش را انجام داد. او در ۵ بازی ملی حضور داشت و آخرین بازی ملی خود را در تاریخ ۱ مه ۱۹۵۴ میلادی انجام داد. تارو کاگاوا در بازی‌های ملی‌اش
گلی به ثمر نرساند.